# Jaźwiny (województwo wielkopolskie)
Jaźwiny – wieś w Polsce położona w województwie wielkopolskim, w powiecie ostrzeszowskim, w gminie Kraszewice.
| SIMC    | Nazwa      | Rodzaj    |
| ------- | ---------- | --------- |
| 0201448 | Nieszkodna | część wsi |
| 0201431 | Jaźwiny    | część wsi |

W latach 1975–1998 miejscowość administracyjnie należała do województwa kaliskiego.